# Janice Harrington

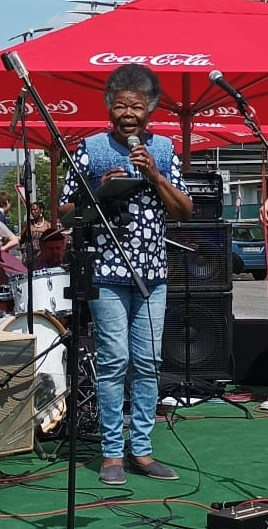
Janice Harrington (2022)

Janice Harrington (* 26. März 1942 in Cleveland, Ohio) ist eine amerikanische Blues-, Gospel- und Jazzsängerin.

## Leben und Wirken
Harrington begann 1969 ihre professionelle Karriere als Sängerin mit Auftritten in USO-Shows und sang daher in Südostasien, Panama, Grönland und Europa vor amerikanischen Soldaten. Von 1975 bis 1977 trat sie allabendlich im Las Vegas Flamingo Hotel auf. 1980 zog sie nach Norwegen; heute lebt sie mit ihrem Mann, dem Jazzmusiker Werner Gürtler, in der Nähe von Lüneburg.
Harrington veröffentlichte 1982 ihr Debütalbum Rockin’ the Blues beim norwegischen CBS-Label und sang bei der Verleihung des Friedensnobelpreises 1984 an Desmond Tutu. In den nächsten Jahren arbeitete sie mit der Oslo Radio Big Band, später mit den Dixieland All Stars Berlin (At the Jazzband Ball, Amiga 1989), der Dutch Swing College Band, der NDR Bigband und der Danish Radio Big Band. Mit der Kenn Lending Blues Band legte Harrington 1988 das Album Double Dynamite vor. 1993 tourte sie mit Big Jay McNeely. Weiterhin stand sie mit Nat Adderley, Lloyd Bridges, Frank Sinatra, Sammy Davis Jr., Lionel Hampton, Mike Hennessey, Jo Bohnsack, Jan Luley und Lilly Thornton auf der Bühne. Für Nagel-Heyer entstanden unter ihrem Namen I Feel The Spirit (1998), mehrere Weihnachtsalben und das Dinah Washington gewidmete Album Yesterday Today Tomorrow mit Keter Betts, Lloyd Mayers und Jimmy Cobb.
Harrington war als Schauspielerin in den Off-Broadway-Produktionen Norman … Is That You? (1970) und Two Gentlemen from Verona (1973) zu sehen. Sie hat die Musicalshows Streets of Harlem (Oslo 1982), Girl Talk (Oslo 1983, in Zusammenarbeit mit Karin Krog) und What My Eyes Have Seen (Hamburg 1989/2018) und das Gospel-Musical The Roots of Gospel and Spirituals (2013) verfasst, in denen sie auch eine Hauptrolle hatte. Im Fernsehen trat sie in der amerikanischen Serie Zeit der Sehnsucht auf, bei Sat.1 2018/19 als Finalistin in der ersten Staffel von The Voice Senior.
2024 trat sie im Alter von 82 Jahren bei Deutschland sucht den Superstar in der 21. Staffel auf, womit sie zu den ältesten jemals angetretenen Kandidatinnen und Kandidaten der Sendung gehört.

## Fernsehauftritte
- 2018: The Voice Senior
- 2024: Deutschland sucht den Superstar